# Dark Roots of Thrash
Dark Roots of Thrash — концертный альбом и DVD группы Testament, выпущенный 15 октября 2013 года, под лейблом Nuclear Blast.
Выступление было записано в «The Paramount», в Хантингтоне 15 февраля 2013 года.

## Список композиций
CD
| №  | Название                   | Длительность |
| -- | -------------------------- | ------------ |
| 1. | «Intro»                    | 2:37         |
| 2. | «Rise Up»                  | 4:18         |
| 3. | «More Than Meets the Eye»  | 4:25         |
| 4. | «Burnt Offerings»          | 6:36         |
| 5. | «Native Blood»             | 5:14         |
| 6. | «True American Hate»       | 6:22         |
| 7. | «Dark Roots of Earth»      | 5:41         |
| 8. | «Into the Pit»             | 3:25         |
| 9. | «Practice What You Preach» | 5:23         |

| №   | Название                      | Длительность |
| --- | ----------------------------- | ------------ |
| 1.  | «Riding the Snake»            | 4:27         |
| 2.  | «Eyes of Wrath»               | 5:49         |
| 3.  | «Trial by Fire»               | 4:40         |
| 4.  | «The Haunting»                | 4:45         |
| 5.  | «The New Order»               | 5:04         |
| 6.  | «D.N.R. (Do Not Resuscitate)» | 4:23         |
| 7.  | «Three Days in Darkness»      | 7:13         |
| 8.  | «The Formation of Damnation»  | 6:47         |
| 9.  | «Over the Wall»               | 4:47         |
| 10. | «Disciples of the Watch»      | 7:29         |

DVD
- Backstage Footage
- «Native Blood» (Видиоклип)

## Участники записи
- Чак Билли — вокал
- Алекс Сколник — гитара
- Эрик Питерсон — гитара
- Грег Кристиан — бас-гитара
- Джин Хоглан — ударные

## Позиции в чартах
| Чарт (2013)                   | Высшая позиция |
| ----------------------------- | -------------- |
| Германия (Offizielle Top 100) | 52             |
| Бельгия/Валлония (Ultratop)   | 151            |
| Бельгия/Фландрия (Ultratop)   | 164            |
| Франция (SNEP)                | 168            |